# Casas de Don Gómez
Casas de Don Gómez és un municipi de la província de Càceres, a la comunitat autònoma d'Extremadura (Espanya).

## Demografia
| 2001 | 2002 | 2003 | 2004 | 2005 | 2006 | 2007 |
| ---- | ---- | ---- | ---- | ---- | ---- | ---- |
| 344  | 336  | 342  | 348  | 343  | 357  | 356  |